# Тар
Тар или Тхар (на хинди: थार मरुस्थल) е пустинна и полупустинна равнина в Западна Индия (в щатите Раджастан, северната част на Гуджарат и южните части на Харяна и Пенджаб) и Югоизточен Пакистан (в провинциите Синд и югоизточната част на Пенджаб). Простира се между долината на река Инд на запад, хребета Аравали на изток, историко-географската област Пенджаб на север и брега на Арабско море на югозапад. Дължина от север на юг около 850 km, ширина до 480 km и площ около 320 000 km². Има антропогенен произход и надморската ѝ височина варира от 450 m на изток до 60 m на югозапад.

## Природа
Пустинята Тар е изградена от пясъци с алувиален, морски и еолов произход, препокриващи древни пясъчници, които на места излизат на повърхността. В релефа ѝ преобладават закрепените пясъчни ридове, параболичните и гребеновидните дюни. Срещат се и бархани. Климатът е тропичен, като през лятото температурите достигат в някои дни до 52 °С. Годишната сума на валежите варира от 90 mm на запад до 200 mm на изток и падат основно по време на летния мусон. Характерно явления са честите пясъчни бури. В пониженията между пясъчните ридове са разположени малки временни езера, солончаци и такири. Под пясъците се съдържат обилни грунтови води, на места засолени. Има рядка пустинна растителност представена от псамофилни храсти (лептадения, капарис, джузгун), акации и твърдолистни треви. Малкото обитатели се занимават основно със скотовъдство. В централната част на пустинята се намира град Джайсалмер, а по периферията ѝ са разположени няколко големи индийски градове Джодхпур, Биканер, Аджмер и др. В нея обитават едни от последните сред природата популации на азиатски лъвове.
През 1974 г., в ненаселен район на пустинята, Индия извършва първия си ядрен опит.